# Dorénaz
Dorénaz est une commune suisse du canton du Valais située dans le district de Saint-Maurice.

## Géographie

### Situation
La commune de Dorénaz s'étend sur 12,57 km2. Lors du relevé de 2013-2018, les surfaces d'habitations et d'infrastructures représentaient 5,5 % de sa superficie, les surfaces agricoles 21,1 %, les surfaces boisées 63,6 % et les surfaces improductives 9,5 %.
Dorénaz se trouve dans la vallée du Rhône et se situe entre Collonges et Vernayaz.

### Activité minière
L'anthracite de Dorénaz est un charbon avec une des meilleures qualités calorifiques du canton du Valais (5 236 à 6 661 kcal/kg) malgré son taux de cendres élevés (10 à 28 %) ; l'anthracite est donc de qualité médiocre en comparaison à du charbon standard. Le principal gisement de Dorénaz, exploité dès 1855, se situe au lieu-dit « La Méreune », à 1 578 m d'altitude. Le site a connu trois exploitants différents : La Paccolat, Dorénaz SA et Dionisotti. Il est à l'abandon depuis 1953.

## Toponymie
La première mention connue de Dorénaz date du XIe ou XIIe siècle, sous la forme « usque ad frontem Dorone ». Le z final ne sert qu'à marquer le paroxytonisme et ne devrait pas être prononcé ; dans sa langue d'origine, il s'écrit Dorena.

## Histoire
Au XIIIe siècle, Dorénaz appartient à une famille bourgeoise de Saint-Maurice, les Wychardy. Dès 1300, la localité devient possession de l'hôpital de Saint-Jacques, qui relève lui-même de l'abbaye de Saint-Maurice. Le sacristain de l'abbaye possède aussi des droits sur le bois de Rosel, qui sont abolis par la diète valaisanne de mai 1741 et sont passés à la commune. Dorénaz fait partie du gouvernement de Saint-Maurice de 1476 à 1798, puis du district de ce nom. De 1802 à 1816, Dorénaz forme avec Collonges et Alesse la commune d'Outre-Rhône. Dorénaz obtient définitivement le hameau d'Alesse en 1841. Au spirituel, Dorénaz relève de la paroisse Saint-Sigismond de Saint-Maurice ; en 1723, elle est incorporée avec Collonges à la nouvelle paroisse d'Outre-Rhône, dont l'église paroissiale se situe à Collonges. Au XIXe siècle, Dorénaz exploite des ardoisières, dont l'exportation est facilitée par un funiculaire, et une mine de charbon. Dans les années 1880, un pont de fer relie Dorénaz à Vernayaz.

## Population

### Gentilé et surnom
Les habitants de la commune se nomment les Diablerains (variations : Diablérins, Diablerins) ou les Dorénards,.
Ils sont surnommés lè Ginpa-Parây, soit ceux qui grimpent sur les parois (pour cueillir les prunes) en patois valaisan.
Les habitants de la localité d'Allesse se nomment les Allessards.

### Démographie

#### Évolution de la population
Dorénaz compte 1 086 habitants au 31 décembre 2022 pour une densité de population de 86 hab/km2. Sur la période 2010-2019, sa population a augmenté de 37,2 % (canton : 10,5 % ; Suisse : 9,4 %).  

#### Pyramide des âges
En 2020, le taux de personnes de moins de 30 ans s'élève à 35,2 %, au-dessus de la valeur cantonale (31,7 %). Le taux de personnes de plus de 60 ans est quant à lui de 19,2 %, alors qu'il est de 26,6 % au niveau cantonal.
La même année, la commune compte 523 hommes pour 517 femmes, soit un taux de 50,3 % d'hommes, supérieur à celui du canton (49,6 %).
| Hommes | Classe d’âge | Femmes |
| ------ | ------------ | ------ |
| 0,4    | 90 ans ou +  | 0,8    |
| 6,3    | 75 à 89 ans  | 5,6    |
| 11,7   | 60 à 74 ans  | 13,5   |
| 23,7   | 45 à 59 ans  | 21,5   |
| 22,4   | 30 à 44 ans  | 23,8   |
| 17,2   | 15 à 29 ans  | 17,2   |
| 18,4   | - de 14 ans  | 17,6   |

| Hommes | Classe d’âge | Femmes |
| ------ | ------------ | ------ |
| 0,5    | 90 ans ou +  | 1,2    |
| 7,5    | 75 à 89 ans  | 9,4    |
| 16,8   | 60 à 74 ans  | 17,7   |
| 22,2   | 45 à 59 ans  | 21,7   |
| 20,3   | 30 à 44 ans  | 19,4   |
| 17,7   | 15 à 29 ans  | 16,6   |
| 14,9   | - de 14 ans  | 14,1   |

## Transports et énergie
Un téléphérique construit en 1956 relie Dorénaz à Allesse et à Champex d'Alesse.
En 2008, une éolienne a été construite à la Cime de l'Est entre Collonges et Dorénaz.

## Culture et patrimoine

### Personnalités
- Claude Rouiller (1941), de Dorénaz, fut membre du Grand Conseil valaisan avant de devenir membre du Tribunal fédéral suisse (1977-1997), qu'il présidera de 1995 à 1997, de même que du Tribunal de l'Organisation internationale du Travail (ILOAT, 1998-2017), qu'il présidera également de 2015 à 2017
- Gérald Jordan (1925), de Dorénaz, présida le Grand Conseil du Valais en 1989/90
- Jean-Luc Veuthey (1958-), chercheur et enseignant en chimie analytique, est né à Dorénaz.

### Héraldique
| Blason | Blasonnement : « Écartelé en sautoir de gueules et d'argent, une croix tréflée en chef, un marteau à chaque flanc et une coquille Saint-Jacques en pointe, le tout de l'un en l'autre. » |

Les armoiries de Dorénaz sont adoptées en 1934. La croix tréflée représente Saint-Maurice pour certaines possessions de son abbaye, le marteau représente Martigny pour le site d'Allesse et la coquille Saint-Jacques représente l'hospice Saint-Jacques de l'abbaye,.

### Fonds d'archives
- Fonds : Dorénaz, Commune (1539-20e siécle) [7,25 mètres].  Cote : CH AEV, AC Dorénaz. Sion : Archives de l'État du Valais (présentation en ligne).